# Grafenberg, Reutlingen
Grafenberg là một thị xã nằm ở huyện Reutlingen, thuộc bang Baden-Württemberg, Đức.